# Magí Bosch
Magí Bosch   (Vilafranca del Penedès, 13 d'agost de 1760 - 1828 (>1828)) va ser un mestre de capella, compositor i organista català.

## Biografia
El 1786, a vint-i-sis anys, es coneix la seva presència com a cantaire a la catedral de la Seu d’Urgell, on també estudià composició musical i orgue, amb tota probabilitat amb el seu mestre de capella, Bru Pagueras. L'any 1797 concorregué a les oposicions a Castelló d’Empúries, i fou mestre de capella de la basílica de Santa Maria de Vilafranca del Penedès (Barcelona) des de 1801 fins a ca. 1807, en substitució de mossèn Magí Riera. Poc abans de l’any 1828, diposità el seu fons personal a l'Arxiu de Música de Montserrat.

## Obres
Se li coneixen diverses obres de música eclesiàstica, conservades al fons Magí Bosch de l'Arxiu de Música de Montserrat (AMM), i a l'Arxiu Musical de VINSEUM (AMV):
- 1796: obres a 6 veus.
  - Dos responsoris de Nadal: Hodie nobis coelorum Rex i O Magnum Mysterium.
  - Dos motets eucarístics: Coenantibus illis i Quantum potes.
  - Motet Ego sum panis vivus, tot a 6 veus.

- 1797: ambdues obres son treballs per a les oposicions a Castelló d'Empúries.
  - Salm Omnes gentes plaudite manibus, a 9 veus i baix continu.
  - Villancet Ya que el piadoso cielo, a 4 i a 8 veus i orquestra.

- 1797:
  - Magnificat, a 4 veus i orquestra.

- 1802:
  - Villancico al Ynclito Martir St Felix, Oh Ciudad Santa, a 4 veus i orquestra.
  - Missa â 4º y â 8º amb orquestra. Li manca l’Agnus Dei. Número 46 del primer índex: «sobre la An[tifo]na Gadent in Coelis ab tota Orquesta».
  - Ya la inmortal corona.[3]

- 1803:
  - Villancico al Ynclito Martir St Felix, Triunfe ya tu brazo, a 4 veus i orquestra.
  - Responsori de Nadal Hodie nobis coelorum Rex, a 4 veus i orquestra.
  - Cavatina Lo que tanto ha deseado, concedele, Dios mio, per a tenor i orquestra.
  - Goixs a Mare de Déu del Lledó, a 4 veus i orquestra.
  - Si dirige mi camino.[3]

- 1804:
  - Villancico al Ynclito Martir St Felix. Alarma, alarma, a 4 veus i orquestra.
  - Parte, no temas.[3]
- 1805, pertanyents a un mateix quadern:
  - Villancico [a St. Fèlix] para el año 1805. Oygan las naciones, a 4 veus i orquestra.
  - Rosari a 4 veus i orquestra
  - Si al nacer la aurora.[3]
- 1806, pertanyents a un mateix quadern:
  - Villancico [a St. Fèlix] para el año 1806. Abrase el Olimpo, a 4 veus i orquestra.
  - Rosari, a 4 veus i orquestra
  - Tu celo, fiel amigo.[3]
- 1807, pertanyents a un mateix quadern:
  - Villancico [a St Felix] para el año 1807. No amedrente, a 4 veus i orquestra.
  - Kalenda In Bethlehem Juda, a 4 veus i orquestra.
  - No anhelo otro placer.[3]
- Sense data:
  - Salm Beatus vir, a 4 veus i orquestra.